# Robert Needham Cust
Robert Needham Cust, född 1821, död 1909, var en brittisk orientalist.
Cust var 1843-67 bosatt i Indien, där höga civila ämbetsposter anförtroddes åt honom. Senare bosatte han sig i Storbritannien och företog därfrån omfattande resor till Afrika och Oceanien. Cust var en ytterst produktiv författare i språkliga och etnografiska ämnen. Hans författarskap berörde Indien Modern languages of the East Indies (1878), men främst Afrika och Oceanien. Hans arbeten A sketch of the modern languages of Africa (2 band, 1883) och Modern languages of Oceania var länge de dominerande arbetena inom sitt område.